# Собор Різдва Пресвятої Богородиці (Ростов-на-Дону)
Кафедральний собор в ім'я Різдва Пресвятої Богородиці — кафедральний собор Ростовської і Новочеркаської єпархії, пам'ятник архітектури.

## Передісторія
Наприкінці XVIII століття, після масштабного переселення в Солдатську слободу навколишніх солдатів, міщан і купців, було вирішено побудувати в тій же слободі, біля нинішнього Центрального ринку (в ті часи базару, а згодом Старого базару) храм Різдва Пресвятої Богородиці. Храм було закладено 20 лютого 1781 року, а відкрито 5 вересня 1781 року. І початок будівництва, і готовий храм освячував протоієрей Іван Андрєєв. Однак, 27 грудня 1791 року від удару блискавки храм згорів.
Тодішній міський голова, купець М. П. Наумов клопоче перед митрополитом Гавриїлом — головою Катеринославської єпархії, яка курирувала в той час територію нинішнього Ростова, про будівництво нової церкви. І в 1795 році на тому ж місці будується церква Різдва Пресвятої Богородиці, що має статус купецької. На її території розміщується ще одна, так звана тепла церква Трьох Святителів. У 1822 році указом Святійшого Синоду церква стає соборною.

## Історія

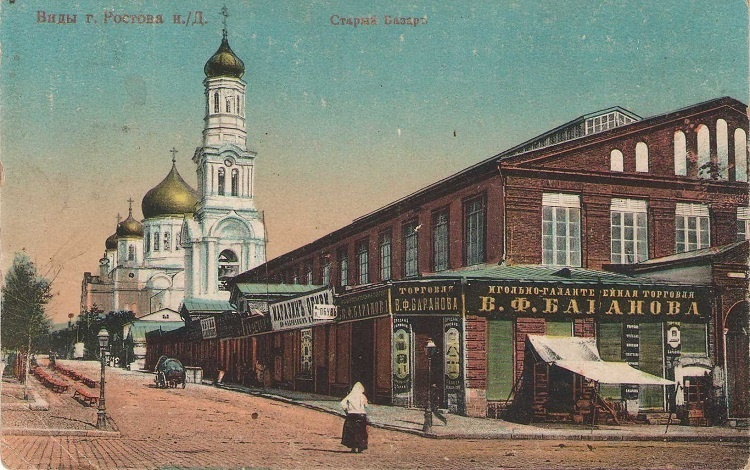
Різдвяний собор і центральний ринок. 1906 рік

Через швидке зростання населення міста, в 1854 році було затверджено проект нової мурованої церкви замість кам'яної з дерев'яними куполами соборної церкви, яка прийшла у ветхість.
Собор було збудовано в період з 1854 до 1860 року за типовим проектом архітектора К. А. Тони і він зовні схожий з іншими храмами, побудованим за його проектами: храмом Христа Спасителя в Москві і Введенським храмом Семенівського полку в Санкт-Петербурзі та Святодухівським кафедральним собором у Петрозаводську, які не збереглися до наших днів. Безпосередню «посадку» храму на місцевості виконав архітектор А. С. Кутєпов.
Головним опікуном будівництва був церковний староста Костянтин Михайлов-Нефьодов. На кошти потомственого почесного громадянина Ростова І. С. Панченко були розписані стіни собору, придбані ікони, виготовлена дорога церковна огорожа і встановлені цінні хрести на куполи.
У 1887 році побудовано чотириярусну дзвіниця (див. розділ «Дзвіниця»).
У 1937 році собор було закрито, і на його території розмістився зоопарк, а згодом складські приміщення. У 40-х роках XX століття було зруйновано верхні яруси дзвіниці

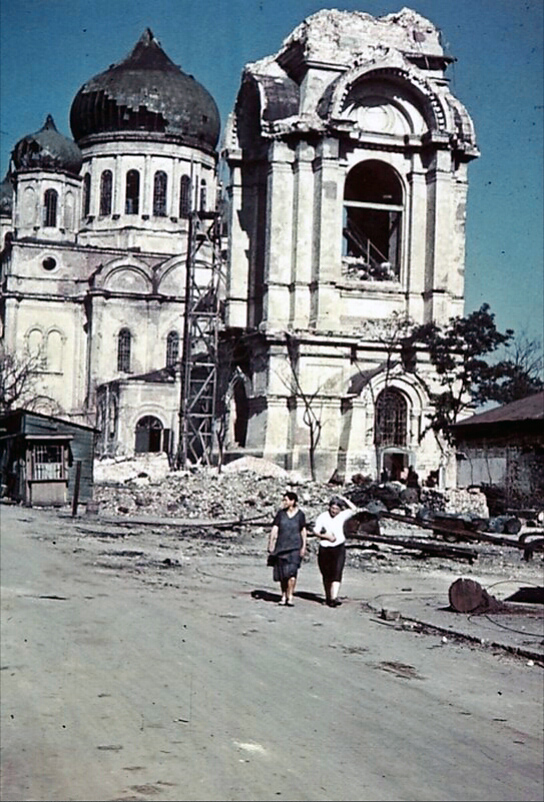
Собор у період німецької окупації. 1942 рік

Знову собор відкрито в 1942 році, в умовах окупації. У 1950 році в соборі було проведено ремонт та відновлено розпис, у 1988 році проведено реконструкцію внутрішнього оздоблення храму.
У 1999 році, до 250-річчя міста Ростова, відновлено дзвіницю в її первісному вигляді.

## Зовнішній вигляд і внутрішній вигляд храму
Собор Різдва — кам'яний п'ятибанний храм, в плані має форму хреста, побудований в російсько-візантійському стилі. Триярусний іконостас у східній частині собору виконаний у вигляді каплиці, яка увінчана шатром і главкою. На подвір'ї собору розташовані ще малий требний храм в ім'я Іоанна Предтечі і хрестильня Святителя Миколая; а також дзвіниця і кілька службових будівель: єпархіальне управління, резиденція владики Ростовській єпархії, канцелярія та єпархіальні відділи та комісії; духовно-просвітницький центр в ім'я Святителя Димитрія, митрополита Ростовського, видавництво Ростовської-на-Дону єпархії і друкарня, магазини церковного начиння та духовної літератури.

## Дзвіниця
В 1875 році з західної сторони собору було закладено дзвіницю. Її проект було виконано військовим архітектор-інженером А. А. Кампіоні за участю художника-архітектора Д. В. Лебедєва. Будівництво здійснювалося на кошти купців П. Р. Максимова і С. Н. Кошкіна, тютюнового фабриканта і мецената В. І. Асмолова і В. С. Панченко, який вже став тоді церковним старостою, і було закінчено в 1887 році.
Дзвіниця має висоту 75 м. В її проекті було використано елементи класицизму і ренесансу. Главку купола синього кольору прикрашено блискучими зірками. У верхньому ярусі було встановлено четирициферблатний годинник з четвертним боєм. У середніх ярусах розміщуються дзвони, перші з яких були повішені 15 жовтня 1887 року. Головний дзвін, відлитий на кошти В. С. Панченко у Москві на заводі Н. Д. Фінляндського, вагою 1032 пуди (16,5 т) було повішено 22 жовтня. Цей дзвін було прикрашено чотирма зображеннями: Різдва Пресвятої Богородиці, великомученика Пантелеймона Цілителя, Іверської ікони Божої Матері та Святого євангеліста Іоанна Богослова. Вважається, що дзвін з дзвіниці було чути за 40 верст.
У 1882 році на першому ярусі було влаштовано малий храм-хрестильню в ім'я Святителя Миколая, архієпископа Мир Лікійських, чудотворця.
Під час Великої Вітчизняної війни виникли побоювання, що дзвіниця може бути використана німцями як орієнтир для артилерії і авіації, і в липні 1942 року, на підставі рішення обкому ВКП(б), було підірвано два верхніх яруси. А в 1949 році було розібрано і другий ярус.
Дзвіницю було відновлено в 1999 році. Над проектом відновлення працював архітектор Ю. Н. Солнишкін. Нові дзвони були виготовлені на МП «Віра» (місто Воронеж). При цьому нові дзвони відрізняються від своїх попередників назвами і меншими розмірами. Тепер вони були названі на честь небесних покровителів тодішніх духовних і світських керівників регіону:
- дзвін Великомученика Пантелеймона Цілителя; вага дзвону 4 тонни, ім'я пов'язане з колишнім владикою єпархії;
- дзвін Святого рівноапостольного князя Володимира; вага дзвону 2 тонни, ім'я пов'язане з колишнім губернатором;
- дзвін Архистратига Михаїла; вага дзвону 1 тонна, ім'я пов'язане з мером Ростова;
- дзвін Преподобного Сергія Радонезького; вага дзвону 0,5 тонни, ім'я пов'язане з колишнім настоятелем собору;
- дзвін Різдва Пресвятої Богородиці; вага дзвону 0,25 тонни.

Незважаючи на те, що експлуатацію самої дзвіниці було розпочато в 1999 році, відновлення інтер'єрів першого ярусу було закінчено лише 4 грудня 2011 року, коли каплицю Миколи Чудотворця було знову освячено.

## Соборна площа

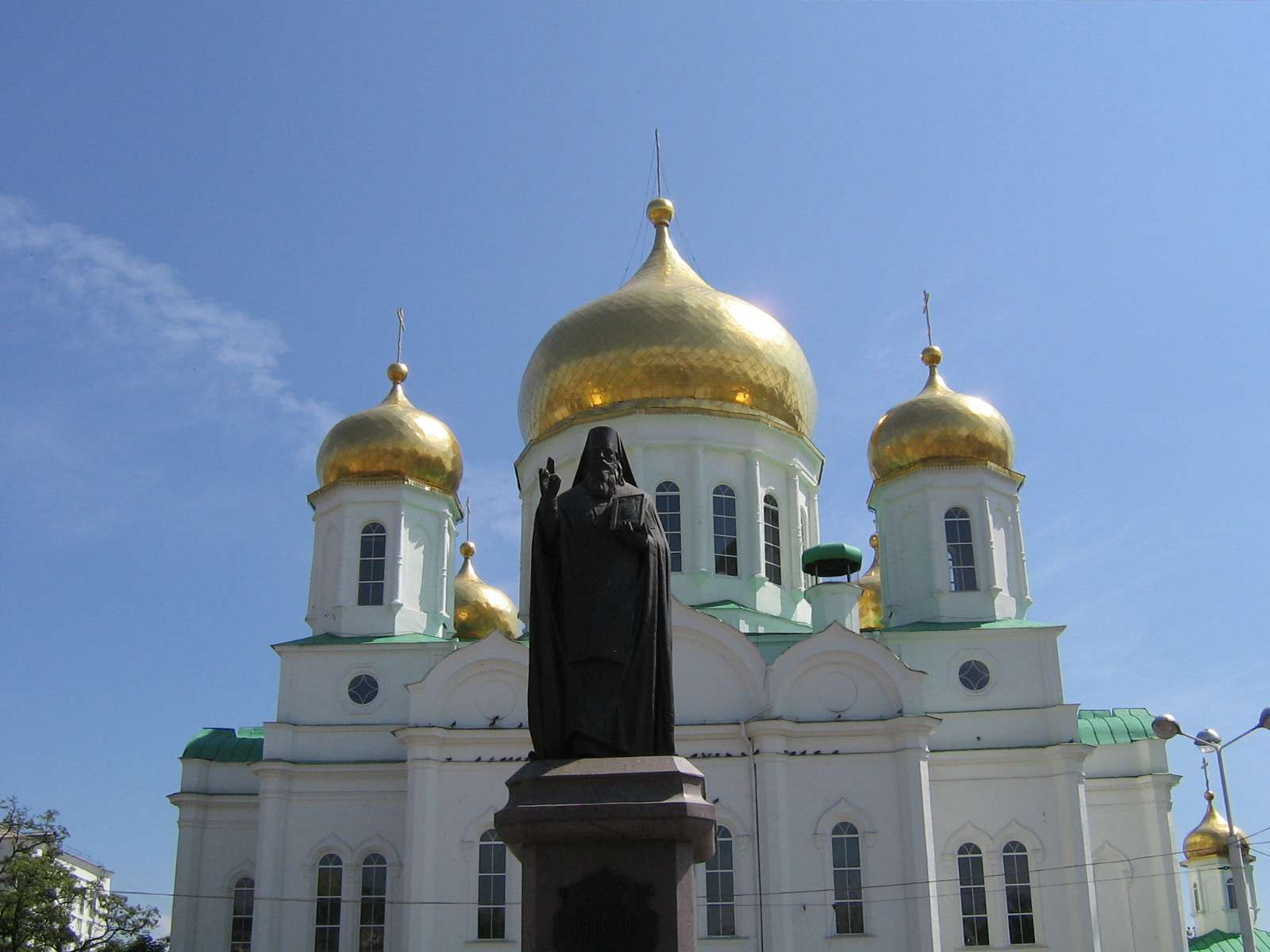
Статуя святителя Димитрія на Соборній площі

Перед собором, між вулицями ім. Станіславського і Московською, розташована Соборна площа, історія якої нерозривно пов'язана з історією храму.
17 квітня 1890 року там було встановлено пам'ятник Олександру II з написом на п'єдесталі: «Імператор Олександр II. Вдячні громадяни Ростова-на-Дону». Пам'ятник було зведено за проектом М. О. Микешина. Висота пам'ятника становила 10 м, а вага бронзової скульптури — 250 пудів (4 тонни). У 1920 році пам'ятник закрили фанерним ящиком з червоною зіркою, а в 1924 знесли.
У 1999 році, приблизно на місці знесеного пам'ятника імператору, було зведено пам'ятник Святителю Димитрію Ростовському. Автори: скульптор В. Р. Бєляков і архітектор Н. Ф. Гмиря. Пам'ятник, за наполяганням адміністрації Ростова-на-Дону, було поспішно встановлено в дні святкування 250-річчя міста. Ця акція викликала неоднозначну оцінку. Пам'ятник критикували за низький художній рівень, невдале розташування, написи на ньому, облачення Святителя. Багато ростовчан — історики, мистецтвознавці, архітектори, художники, журналісти, краєзнавці, письменники і частина парафіян — вважають, що пам'ятник Святителю Димитрію, митрополитові треба було встановити на території колишньої фортеці, приміром, у Першотравневому парку, або в районі вулиці імені С. Шаумяна, яка раніше носила назву Димитрівська, за іменем святителя.